# Terråk
Terråk är den enda tätorten i Bindals kommun i Nordland fylke i norra Norge. Orten ligger vid änden av fylkesväg 801, på södra sidan av Terråkfjorden, en del av Bindalsfjorden.  Den utgör kommunens centralort.